# Гейткипинг
Гейткипинг, или Теория привратника (англ. Gatekeeping), — система фильтрации сообщений в массовой коммуникации. Основоположник теории гейткипинга — психолог Курт Левин (1943 год). Он применил этот термин в отношении действий домохозяйки, которая принимает решение о том, какие блюда ставить на стол. В 1950 году эта теория использовалась для массовой коммуникации и распространения новостей Дэвидом Мэннингом Уайтом.
Процесс гейткипинга объясняет, почему и как некоторые сведения публикуются, а некоторые — нет.

## История
Формально, термин «гейткипинг» впервые появился в публикациях Курта Левина 1943 года (Forces Behind Food Habits and Methods of Change). Левин проводил исследования среди домохозяек, чтобы определить, как эффективно изменить потребление продовольствия их семей во время Второй мировой войны. Он обнаружил, что существуют различные факторы и процессы принятия решений, которые влияют на приобретение и потребление продуктов питания (от закупки до физического потребления на обеденном столе).
Таким образом, переход товара из одного раздела канала в другой зависит от гейткипера. В данном случае, домохозяйки являются гейткиперами, которые контролируют, какая еда будет куплена в магазине и, в конечном счете, подана на обеденный стол. Хотя Левин применял этот термин изначально к процессу выбора еды, он позже заявил, что «эта модель применима не только к выбору продуктов питания, но и к распространению новостей через определённые каналы коммуникации» (this situation holds not only for food channels but also for the traveling of a news item through certain communications channels…).
В 1950 году Дэвид Мэннинг Уайт, профессор журналистики Бостонского университета, впервые применил эту теорию в области журналистики. Он рассмотрел факторы, которые редактор учитывает при принятии решений — какие новости будут опубликованы в газете, а какие нет. Мэннинг использовал теорию гейткипинга в рамках исследовательского проекта: он убедил редактора местной газеты отслеживать все новостные материалы, которые поступали в его офис, и отмечать, почему он решил использовать/не использовать тот или иной материал. Так Уайт смог использовать эту информацию для понимания сложных систем ценностей, которые затрагивали общественные и культурные тенденции.

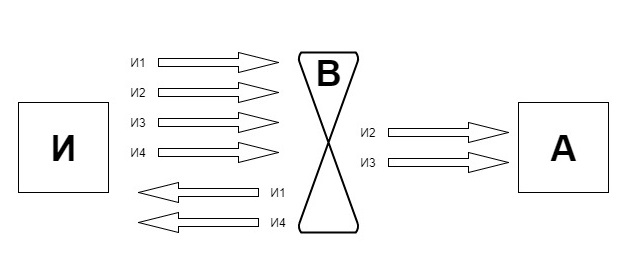
И — источник информации; И 1,2,3,4 — новостные сообщения; И 1, 4 — неодобренные новостные сообщения; И 2, 3 — отобранный материал, который будет опубликован; В — ворота («gate»); А — аудитория

## Значение
- «Ворота» (gate) — это критерии, используемые для отбора информации, которую необходимо будет предоставить СМИ, или для изъятия нежелательных материалов.
- «Гейткипер» (привратник) — тот, кто контролирует поток новостей, может изменять, расширять, повторять, изымать информацию. Гейткиперы создают у людей понимание того, что происходит в окружающем их мире. Они занимают позиции «экспертов» (политики, ученые, социологи, писатели) в определённой области общества и имеют задачу фильтровать информацию в конкретной сфере. «Привратники» несут большую ответственность за непредвзятость и достоверность информации. В качестве гейткиперов также могут выступать учреждения или организации. В политической системе есть гейткиперы, отдельные лица или учреждения, которые контролируют доступ к органам власти и регулируют поток информации и политическое влияние.

## Факторы, влияющие на гейткипинг
1. Человек. Наиболее влиятельный человек при создании новостной статьи — это журналист. Другие гейткиперы просто изменяют некоторые аспекты новостей, но журналист всегда заявляет правду.
2. График. Освещаемые темы всегда идут в определённой последовательности. У СМИ тоже есть свое выделенное время для каждой категории, и они должны следовать чёткому расписанию.
3. Организация. Все медиа-организации имеют свои собственные взгляды, повестки дня и пропаганду. Они также должны следовать определённым правилам и этике. В новостях или других материалах СМИ зачастую присутствуют элементы мнений и взглядов медиа-организации.
4. Экстра медиа. Многие люди и учреждения, связанные со СМИ (спонсоры, рекламодатели, правительство и др.), имеют влияние и право голоса при публикации материалов.
5. Идеология. СМИ должны следовать социальной идеологии, уважать нормы и ценности людей, а также учитывать вопросы этики.

## Особенности теории гейткипинга
- Это процесс выбора и фильтрации информации для СМИ и редактирования её в соответствии с требованиями (ограниченное время или пространство).
- Функция гейткипинга — контроль.
- Г. определяет стандарты значимости информации.
- Редактор, который работает в качестве гейткипера, редактирует новости, в соответствии со своим личным субъективным восприятием.
- Медиа выполняет роль надзирателя.
- Один из факторов гейткипинга — организационная политика.
- Г. также используется в качестве социального контроля над влиянием СМИ.[3].

## Критика
В числе первых оценивались теории, предполагающие, что индивидуальные факторы (например, личное осуждение) являются основным определяющим фактором гейткипинга (Snider, 1967; White, 1950). Например, Уайт (1950) предложил простую модель, объясняющую процесс отбора информации для газет, и утверждал, что новостные статьи отклонялись по трем причинам: личные чувства гейткипера, нехватка места в газете, и был ли уже этот материал размещен ранее. Ученые, которые следовали этим теориям, подчеркивали особенности личности (Johnstone, Slawski, & Bowman, 1972; Livingston & Bennett, 2003; Weaver & Wilhoilt, 1986) или влияние моральных и нормативных ценностей гейткипера на процесс принятия решений (Gans, 1979).
Кардинальное усовершенствование ранней теории гейткипинга в массовой коммуникации вводит понятие различных гейткиперов, которые контролируют различные функции в информационном процессе. Макнелли (1959) уделял особое внимание не редакторам, а журналистам, полагая, что именно журналист выступает одним из первых «привратников» между потенциальным новостным событием и окончательной публикацией.
В 1969 году Франк Басс ещё больше развил теорию гейткипинга. Он предложил простую, но важную разработку существующих моделей. Его основная критика предыдущих концепций Уайта и Макнелли заключается в том, что у них нет различия между ролями разных гейткиперов и не указывается, что является самым важным пунктом отбора. Он утверждает, что самый важный этап деятельности гейткипинга проходит в новостной организации и что процесс следует разделить на два этапа: сбор новостей и обработку новостей. По мнению Басса, «сборщики новостей» (репортеры и редакторы) отличаются от «редакторов новостей» (редакторов и переводчиков). Он утверждал, что исследователи должны уделять больше внимания сбору новостей, чем их обработке, поскольку истории, о которых не сообщается, никогда не достигнут точки, где они могут быть обработаны.